# Cyclones de Cincinnati
Les Cyclones de Cincinnati sont une franchise professionnelle de hockey sur glace en Amérique du Nord qui évolue dans l'ECHL. L'équipe est basée à Cincinnati en Ohio, États-Unis.

## Historique

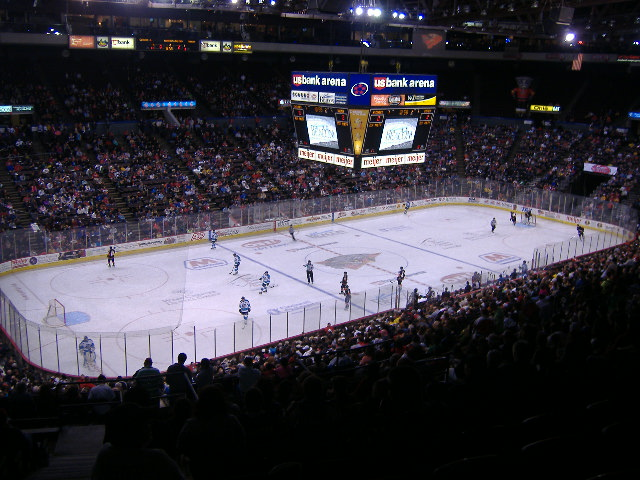
Photo

Après avoir été fondée en 1990 dans cette même ligue, l'équipe a évolué dans la Ligue internationale de hockey de 1992 à 2001, avant de revenir dans l'ECHL en 2001. L'équipe a ensuite suspendu ses activités de 2004 à 2006 avant de renaître pour la saison 2006-2007. Elle est affiliée aux Canadiens de Montréal et aux Bulldogs de Hamilton ainsi qu'aux Predators de Nashville et aux Admirals de Milwaukee. En 2008, l'équipe remporte la Coupe Kelly en battant les Wranglers de Las Vegas en finale. Puis elle réitère l'exploit deux saisons plus tard, cette fois face aux Steelheads de l'Idaho.

## Statistiques
| Saison    | PJ                                                           | V                                                            | D                                                            | N                                                            | DP                                                           | DTB                                                          | BP                                                           | BC                                                           | Pts                                                          | Classement                                                   | Séries éliminatoires                                         |
| --------- | ------------------------------------------------------------ | ------------------------------------------------------------ | ------------------------------------------------------------ | ------------------------------------------------------------ | ------------------------------------------------------------ | ------------------------------------------------------------ | ------------------------------------------------------------ | ------------------------------------------------------------ | ------------------------------------------------------------ | ------------------------------------------------------------ | ------------------------------------------------------------ |
| 2001-2002 | 72                                                           | 36                                                           | 30                                                           | 6                                                            | -                                                            | -                                                            | 210                                                          | 207                                                          | 78                                                           | 4e place, division nord-Ouest                                | Défaite au 2e tour                                           |
| 2002-2003 | 72                                                           | 36                                                           | 29                                                           | 7                                                            | -                                                            | -                                                            | 257                                                          | 236                                                          | 79                                                           | 3e place, division nord-Ouest                                | Défaite au 3e tour                                           |
| 2003-2004 | 72                                                           | 25                                                           | 43                                                           | 4                                                            | -                                                            | -                                                            | 175                                                          | 223                                                          | 54                                                           | 9e place, division Nord-est                                  | Non qualifiés                                                |
| 2006-2007 | 72                                                           | 37                                                           | 29                                                           | -                                                            | 4                                                            | 2                                                            | 213                                                          | 198                                                          | 80                                                           | 3e place, division Nord                                      | Défaite au 3e tour                                           |
| 2007-2008 | 72                                                           | 55                                                           | 12                                                           | -                                                            | 1                                                            | 4                                                            | 292                                                          | 178                                                          | 115                                                          | 1e place, division Nord                                      | Vainqueurs de la Coupe Kelly                                 |
| 2008-2009 | 72                                                           | 41                                                           | 26                                                           | -                                                            | 2                                                            | 3                                                            | 256                                                          | 231                                                          | 87                                                           | 1re place, division Nord                                     | Défaite au 3e tour                                           |
| 2009-2010 | 72                                                           | 44                                                           | 25                                                           | -                                                            | 1                                                            | 2                                                            | 235                                                          | 200                                                          | 91                                                           | 2e place, division Nord                                      | Vainqueurs de la Coupe Kelly                                 |
| 2010-2011 | 72                                                           | 33                                                           | 29                                                           | -                                                            | 6                                                            | 4                                                            | 199                                                          | 229                                                          | 76                                                           | 3e place, division Nord                                      | Défaite au 1er tour                                          |
| 2011-2012 | 72                                                           | 35                                                           | 28                                                           | -                                                            | 2                                                            | 7                                                            | 228                                                          | 227                                                          | 79                                                           | 3e place, division Nord                                      | Non qualifiés                                                |
| 2012-2013 | 72                                                           | 42                                                           | 22                                                           | -                                                            | 5                                                            | 3                                                            | 227                                                          | 195                                                          | 92                                                           | 1re place, division Nord                                     | Défaite au 3e tour                                           |
| 2013-2014 | 72                                                           | 41                                                           | 23                                                           | -                                                            | 4                                                            | 4                                                            | 247                                                          | 204                                                          | 90                                                           | 2e place, division Nord                                      | Finalistes                                                   |
| 2014-2015 | 72                                                           | 31                                                           | 30                                                           | -                                                            | 2                                                            | 9                                                            | 195                                                          | 212                                                          | 73                                                           | 5e place, division Nord                                      | Non qualifiés                                                |
| 2015-2016 | 72                                                           | 36                                                           | 27                                                           | -                                                            | 5                                                            | 4                                                            | 222                                                          | 210                                                          | 81                                                           | 7e place, association de l'Ouest                             | Défaite au 1er tour                                          |
| 2016-2017 | 72                                                           | 36                                                           | 29                                                           | -                                                            | 6                                                            | 1                                                            | 200                                                          | 209                                                          | 79                                                           | 9e place, association de l'Est                               | Non qualifiés                                                |
| 2017-2018 | 72                                                           | 39                                                           | 30                                                           | -                                                            | 3                                                            | 0                                                            | 200                                                          | 220                                                          | 81                                                           | 3e place, division Centrale                                  | Défaite au 1er tour                                          |
| 2018-2019 | 72                                                           | 51                                                           | 13                                                           | -                                                            | 5                                                            | 3                                                            | 200                                                          | 176                                                          | 110                                                          | 1re place, division Centrale                                 | Défaite au 2e tour                                           |
| 2019-2020 | 63                                                           | 38                                                           | 17                                                           | -                                                            | 7                                                            | 1                                                            | 196                                                          | 161                                                          | 84                                                           | 1re place, division Centrale                                 | Saison annulée                                               |
| 2020-2021 | Participation suspendue en raison de la pandémie de Covid-19 | Participation suspendue en raison de la pandémie de Covid-19 | Participation suspendue en raison de la pandémie de Covid-19 | Participation suspendue en raison de la pandémie de Covid-19 | Participation suspendue en raison de la pandémie de Covid-19 | Participation suspendue en raison de la pandémie de Covid-19 | Participation suspendue en raison de la pandémie de Covid-19 | Participation suspendue en raison de la pandémie de Covid-19 | Participation suspendue en raison de la pandémie de Covid-19 | Participation suspendue en raison de la pandémie de Covid-19 | Participation suspendue en raison de la pandémie de Covid-19 |
| 2021-2022 | 72                                                           | 36                                                           | 22                                                           | -                                                            | 3                                                            | 1                                                            | 243                                                          | 239                                                          | 76                                                           | 4e place, division Centrale                                  | Défaite au 1er tour                                          |
| 2022-2023 | 72                                                           | 47                                                           | 16                                                           | -                                                            | 6                                                            | 3                                                            | 266                                                          | 216                                                          | 103                                                          | 1re place, division Centrale                                 | Défaite au 2e tour                                           |
| 2023-2024 | 72                                                           | 31                                                           | 34                                                           | -                                                            | 7                                                            | 0                                                            | 236                                                          | 261                                                          | 69                                                           | 6e place, division Centrale                                  | Non qualifiés                                                |

## Personnalités

### Entraîneurs
- Jarrod Skalde (2012-2013)
- Benjamin Simon (2013-2014)
- Matt Macdonald (2014-2018)
- Matt Thomas (2018-2020)
- Jason Payne (2021-)

## Logos successifs

Logo de 2001 à 2014
Logo depuis 2014